# 伊藤恭之助

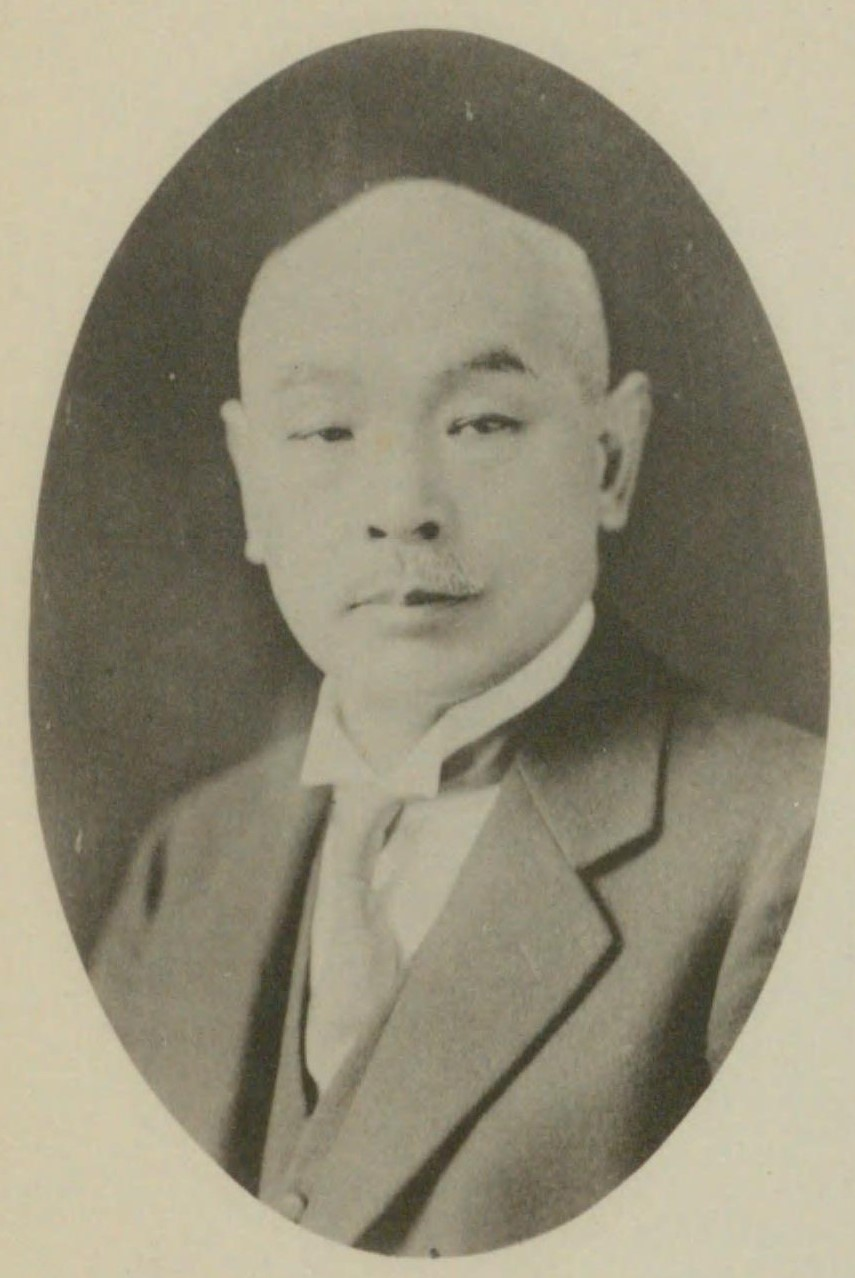
伊藤恭之助

伊藤 恭之助（いとう きょうのすけ、1870年3月29日（明治3年2月28日）- 1938年（昭和13年）12月15日）は、明治から昭和前期の醸造家、農業経営者、政治家。衆議院議員、第13代伊藤家当主。

## 経歴
出羽国仙北郡南楢岡村及位（秋田県仙北郡南楢岡村、南外村を経て現大仙市南外及位）で、肝煎、酒造業・伊藤重四郎の長男として生れた。神官・高橋村司の私塾で学び、その後、旧久保田藩士・半田忠蔵などに師事した。父の死去に伴い1888年（明治21年）4月に家督を相続した。当主となったため進学が不可能となり、書物によって独学した。
1894年（明治27年）南楢岡村会議員に選出され32年間在任。1897年（明治30年）8月、秋田県会議員に就任し連続7期在任し、同参事会員、仙北郡会議員も務めた。
1915年（大正4年）3月の第12回衆議院議員総選挙で秋田県郡部から立憲同志会所属で出馬して当選し、衆議院議員に1期在任した。この間、衆議院決算委員などを務めた。1917年（大正6年）2月の第13回総選挙（山形県郡部、憲政会）に立候補し、激しい選挙戦を戦ったが最下位当選の添田飛雄太郎と47票差で落選した。その後、立憲民政党秋田県支部長を務めた。
家業の酒造業を成長させ「出羽鶴」の銘柄で出荷し、秋田県産酒の販路拡大のため秋田銘醸 (株) を設立して社長に就任。その他、秋田県酒造組合連合会長、仙北郡酒造組合長、東北六県酒造組合連合会長なども務めた。
馬産についても尽力し、秋田県畜委員、同産牛馬組合議員、馬政調査委員などに在任し、種馬の導入や共進会の開催などを行った。
また、南楢岡村の西ノ又地区の耕地整理事業に所有の山林を提供し、耕地整理組合長を務めて15年間の工期で水田を90ヘクタールに倍増させた。
1938年11月、馬政調査委員会に出席のため心臓病をおして自宅を出発し、湯沢の秋田銘醸の長男恭一宅で床に伏し、同年12月に死去した。